# Hypericum acmosepalum
Hypericum acmosepalum là tên của một loài cây bụi lùn nằm trong cụm (một thuật ngữ chỉ thứ bậc trong thực vật học, cao hơn loài nhưng lại thấp hơn chi) Hypericum sect. Ascyreia. Bên cạnh đó, nó là loài bản địa của Trung Quốc và tên địa phương của nó là jian e jin si tao.